# Vladimir Jelčić
Vladimir Jelčić (Čapljina, 10 ottobre 1968) è un ex pallamanista e allenatore di pallamano croato, fino al 1991 jugoslavo.

## Palmarès

### Olimpiadi
- 1 medaglia:
  - 1 oro (Atlanta 1996[1])

### Europei
- 1 medaglia:
  - 1 bronzo (Portogallo 1994[1])

### Giochi del Mediterraneo
- 1 medaglia:
  - 1 oro (Languedoc-Roussillon 1993[1]

### Mondiali under 21
- 2 medaglie[2]:
  - 1 oro (Jugoslavia 1987)
  - 1 bronzo (Spagna 1989)